# Глава Чувашской Республики
Гла́ва Чува́шской Респу́блики (чув. Чӑваш Республикин Пуçлӑхӗ) — высшее должностное лицо и глава исполнительной власти Чувашской Республики. Осуществляет исполнительную власть в Чувашской Республике наряду с Государственным Советом Чувашской Республики, Кабинетом министров Чувашской Республики, судами. Гарант Конституции Чувашской Республики.
Глава Чувашской Республики издает указы и распоряжения, обязательные для исполнения на всей территории Чувашской Республики. Указы и распоряжения не должны противоречить Конституции Российской Федерации, федеральным законам, указам Президента Российской Федерации, постановлениям Правительства Российской Федерации, Конституции Чувашской Республики и законам Чувашской Республики.
Главой Чувашской Республики может быть гражданин Российской Федерации, не имеющий гражданства иностранного государства либо вида на жительство или иного документа, подтверждающего право на постоянное проживание гражданина Российской Федерации на территории иностранного государства, и достигший возраста 30 лет.
В течение срока своих полномочий глава Чувашской Республики не может заниматься деятельностью и замещать должности, несовместимые со статусом высшего должностного лица субъекта Российской Федерации в соответствии с федеральными законами.
Гражданин Российской Федерации наделяется полномочиями главы Чувашской Республики на пять лет.

## История
Пост президента Чувашской Республики (Чувашской ССР) был учреждён 17 октября 1991 года как пост главы исполнительной власти Чувашской Республики. В результате состоявшихся 8 и 22 декабря 1991 года выборов ни один из кандидатов на пост президента Чувашской ССР не набрал необходимого количества голосов для избрания. В связи с политической ситуацией в республике, постановлением Верховного Совета Чувашской Республики от 25 декабря 1992 года № 504 был объявлен мораторий на проведение выборов президента Чувашской Республики до истечения срока полномочий Верховного Совета Чувашской Республики двенадцатого созыва. В связи с разгоном Верховного Совета России на 12 декабря 1993 года Верховным Советом республики были назначены выборы президента Чувашской Республики. По результатам второго тура голосования первым президентом Чувашской Республики стал Николай Васильевич Федоров, вице-президентом — Энвер Азизович Аблякимов.
С января 1994 г. Николай Васильевич Фёдоров вступил в должность президента Чувашской Республики. В 1997 году он был переизбран во второй раз, в 2001 г. — в третий. 29 августа 2005 года был назначен на должность президента Чувашской Республики президентом Российской Федерации.
С 1 января 2012 года вступила в силу новая редакция конституции Чувашской Республики (от 13.09.2011), согласно которой название высшего должностного лица и главы исполнительной власти Чувашской Республики — «глава Чувашской Республики».

## Функции
Функции главы Чувашской Республики:
1. в установленном порядке принимает меры по защите прав и свобод человека и гражданина, обеспечивает согласованное функционирование и взаимодействие органов государственной власти Чувашской Республики;
2. определяет основные направления государственной политики Чувашской Республики, обеспечивает взаимодействие органов государственной власти Чувашской Республики с федеральными органами государственной власти в соответствии с Конституцией Российской Федерации и Конституцией Чувашской Республики, а также договорами о разграничении предметов ведения и полномочий между органами государственной власти Российской Федерации и органами государственной власти Чувашской Республики;
3. представляет Чувашскую Республику в отношениях с федеральными органами государственной власти, органами государственной власти субъектов Российской Федерации, органами местного самоуправления, а также при осуществлении внешнеэкономических и международных связей;
4. формирует Кабинет Министров Чувашской Республики;
5. определяет структуру органов исполнительной власти Чувашской Республики;
6. представляет для одобрения в Государственный Совет Чувашской Республики проекты договоров и подписывает договоры с федеральными органами государственной власти о разграничении предметов ведения и полномочий в соответствии с законодательством Российской Федерации и законодательством Чувашской Республики;
7. подписывает соглашения между федеральными органами исполнительной власти и органами исполнительной власти Чувашской Республики о передаче осуществления части своих полномочий в соответствии с законодательством Российской Федерации и законодательством Чувашской Республики;
  1. обеспечивает координацию деятельности органов исполнительной власти Чувашской Республики с иными органами государственной власти Чувашской Республики, в соответствии с законодательством Российской Федерации организовывает взаимодействие органов исполнительной власти Чувашской Республики с федеральными органами исполнительной власти и их территориальными органами, органами местного самоуправления и общественными объединениями;
8. назначает с согласия Государственного Совета Чувашской Республики Председателя Кабинета Министров Чувашской Республики, если Глава Чувашской Республики не совмещает свою должность с должностью Председателя Кабинета Министров Чувашской Республики;
9. назначает на должность и освобождает от должности заместителей Председателя Кабинета Министров Чувашской Республики, министров и руководителей иных органов исполнительной власти Чувашской Республики;
10. принимает решение об отставке Кабинета Министров Чувашской Республики;
11. формирует Администрацию Главы Чувашской Республики;
12. согласовывает кандидатуру Прокурора Чувашской Республики;
13. приостанавливает или отменяет действие постановлений и распоряжений Кабинета Министров Чувашской Республики, актов министерств и иных органов исполнительной власти Чувашской Республики;
14. обладает правом законодательной инициативы в Государственном Совете Чувашской Республики;
15. назначает выборы Государственного Совета Чувашской Республики в случае его роспуска;
16. распускает Государственный Совет Чувашской Республики в случаях и порядке, предусмотренных федеральным законом и Конституцией Чувашской Республики;
17. обращается к Государственному Совету Чувашской Республики с бюджетным посланием, посланием об основных направлениях государственной политики Чувашской Республики и о выполнении программ социально-экономического развития Чувашской Республики, утверждённых Государственным Советом Чувашской Республики;
18. награждает государственными наградами Чувашской Республики и присваивает почётные звания Чувашской Республики;
19. вправе использовать в необходимых случаях согласительные процедуры;
20. вправе председательствовать на заседаниях Кабинета Министров Чувашской Республики;
21. вправе отстранять от исполнения обязанностей лиц, назначаемых на должность Главой Чувашской Республики в случаях и порядке, предусмотренном законодательством;
22. подписывает и обнародует законы Чувашской Республики либо отклоняет их;
23. вправе требовать созыва внеочередного заседания Государственного Совета Чувашской Республики, а также созывать вновь избранный Государственный Совет Чувашской Республики на первое заседание ранее срока, установленного настоящей Конституцией;
24. вправе участвовать в заседаниях Государственного Совета Чувашской Республики и его органов с правом совещательного голоса или уполномочивать лиц для участия в заседаниях указанных органов;
25. вправе обратиться в Государственный Совет Чувашской Республики с предложением о внесении изменений и дополнений в постановления Государственного Совета Чувашской Республики либо об их отмене, а также вправе обжаловать указанные постановления в судебном порядке;
26. назначает половину состава членов Центральной избирательной комиссии Чувашской Республики;
27. согласовывает кандидатуры для назначения на должности мировых судей;
28. согласовывает кандидатуры руководителей территориальных органов федеральных органов исполнительной власти в случаях, предусмотренных федеральными законами или иными нормативными правовыми актами Российской Федерации;
29. утверждает общие и запасной списки присяжных заседателей;
30. осуществляет иные полномочия в соответствии с Конституцией Российской Федерации, федеральными законами, Конституцией Чувашской Республики и законами Чувашской Республики.

## Порядок назначения
Порядок назначения на должность главы Чувашской Республики устанавливается Федеральным законом «Об общих принципах организации законодательных (представительных) и исполнительных органов государственной власти субъектов Российской Федерации».
Глава Чувашской Республики избирается гражданами Российской Федерации, проживающими на территории Чувашской Республики и обладающими в соответствии с федеральным законом активным избирательным правом, на основе всеобщего равного и прямого избирательного права при тайном голосовании.(в ред. Закона ЧР от 24.05.2012 № 37)

## Присяга
Глава Чувашской Республики приступает к исполнению своих полномочий с момента принесения им присяги и прекращает их исполнение с момента принесения присяги вновь наделённым полномочиями главой Чувашской Республики.
При вступлении в должность глава Чувашской Республики приносит на чувашском и русском языках следующую присягу:
«Клянусь при осуществлении полномочий Главы Чувашской Республики свято соблюдать Конституцию Российской Федерации и Конституцию Чувашской Республики, уважать и обеспечивать права и свободы человека и гражданина, с честью выполнять высокие обязанности Главы Чувашской Республики, верно служить народу».

## Прекращение полномочий
Полномочия главы Чувашской Республики прекращаются досрочно в случае:
1. его смерти;
2. отрешения его от должности Президентом Российской Федерации в связи с выражением ему недоверия Государственным Советом Чувашской Республики;
3. его отставки по собственному желанию;
4. признания его судом недееспособным или ограниченно дееспособным;
5. признания его судом безвестно отсутствующим или объявления умершим;
6. вступления в отношении его в законную силу обвинительного приговора суда;
7. его выезда за пределы Российской Федерации на постоянное место жительства;
8. утраты им гражданства Российской Федерации, приобретения им гражданства иностранного государства либо получения им вида на жительство или иного документа, подтверждающего право на постоянное проживание гражданина Российской Федерации на территории иностранного государства;
9. отрешения его от должности Президентом Российской Федерации в связи с утратой доверия Президента Российской Федерации, за ненадлежащее исполнение своих обязанностей, а также в иных случаях, предусмотренных федеральным законом.

## Список глав Чувашской Республики
| № | Портрет | Глава                                  | Срок полномочий | Срок полномочий                                                               | Партия                                  |
| - | ------- | -------------------------------------- | --------------- | ----------------------------------------------------------------------------- | --------------------------------------- |
| 1 |         | Николай Васильевич Фёдоров (р. 1958)   | 21 января 1994  | 29 августа 2010                                                               | КПСС → Единая Россия                    |
| 2 |         | Михаил Васильевич Игнатьев (1962—2020) | 29 августа 2010 | 29 января 2020 (отрешён от должности в связи с утратой доверия президента РФ) | Единая Россия (исключён 28 января 2020) |
| 3 |         | Николаев Олег Алексеевич (р. 1969)     | 29 января 2020  |                                                                               | Справедливая Россия                     |